# Gaura triangulata
Gaura triangulata là một loài thực vật có hoa trong họ Anh thảo chiều. Loài này được Buckley mô tả khoa học đầu tiên năm 1862.